# A Jessie epizódjainak listája
Ez a lap a Jessie című amerikai televíziós sorozat epizódjait tartalmazza.

## Évados áttekintés
| Évad | Évad | Epizódok | Eredeti sugárzás     | Eredeti sugárzás     | Magyar sugárzás      | Magyar sugárzás    |
| Évad | Évad | Epizódok | Évadpremier          | Évadfinálé           | Évadpremier          | Évadfinálé         |
| ---- | ---- | -------- | -------------------- | -------------------- | -------------------- | ------------------ |
|      | 1    | 26       | 2011. szeptember 30. | 2012. szeptember 7.  | 2011. december 31.   | 2013. február 2.   |
|      | 2    | 26       | 2012. október 5.     | 2013. szeptember 13. | 2013. március 16.    | 2014. december 12. |
|      | 3    | 26       | 2013. október 5.     | 2014. november 28.   | 2014. február 22.    | 2015. május 2.     |
|      | 4    | 20       | 2015. január 9.      | 2015. október 16.    | 2015. szeptember 12. | 2016. június 19.   |

## 1. évad
| #   | Eredeti cím                         | Magyar cím                       | Írta                                                       | Rendezte               | Eredeti premier      | Magyar premier       |
| --- | ----------------------------------- | -------------------------------- | ---------------------------------------------------------- | ---------------------- | -------------------- | -------------------- |
| 1.  | New York, New Nanny                 | Új város, új dada                | Pamela Eells O'Connell                                     | Bob Koherr             | 2011. szeptember 30. | 2011. december 31.   |
| 2.  | The Talented Mr. Kipling            | Mr. Kipling, az őstehetség       | Valerie Ahern & Christian McLaughlin                       | Bob Koherr             | 2011. október 7.     | 2012. március 10.    |
| 3.  | Used Karma                          | Rossz karma                      | Történet: Silvia Olivas Teleplay: Chris Kula & Eric Schaar | Bob Koherr             | 2011. október 14.    | 2012. március 10.    |
| 4.  | Zombie Tea Party 5                  | Zombi zsúr                       | Adam Lapidus                                               | Shelley Jensen         | 2011. október 21.    | 2012. március 17.    |
| 5.  | One Day Wonders                     | Egynapos csodák                  | Tim Maile & Douglas Tuber                                  | Phill Lewis            | 2011. október 28.    | 2012. március 31.    |
| 6.  | Zuri's New Old Friend               | Zuri régi új barátja             | Sally Lapiduss & Erin Dunlap                               | Leonard R. Garner, Jr. | 2011. november 4.    | 2012. április 7.     |
| 7.  | Creepy Connie Comes a Callin'       | Ciki Connie                      | Eric Schaar & David J. Booth                               | Phill Lewis            | 2011. november 18.   | 2012. április 21.    |
| 8.  | Christmas Story                     | Karácsonyi készülődés            | Pamela Eells O'Connell                                     | Phill Lewis            | 2011. december 9.    | 2012. december 12.   |
| 9.  | Star Wars                           | Csillagok háborúja               | Tim Maile & Douglas Tuber                                  | Bob Koherr             | 2012. január 6.      | 2012. május 19.      |
| 10. | Are You Cooler than a Fifth Grader? | Okosabb vagy, mint egy ötödikes? | Valerie Ahern & Christian McLaughlin                       | Kevin Chamberlin       | 2012. január 20.     | 2012. május 26.      |
| 11. | Take the A-Train... I Think?        | Menjünk metróval                 | Adam Lapidus                                               | Sean McNamara          | 2012. január 27.     | 2012. június 2.      |
| 12. | Romancing the Crone                 | A korona románca                 | Valerie Ahern & Christian McLaughlin                       | Bob Koherr             | 2012. február 10.    | 2012. június 9.      |
| 13. | The Princess and the Pea Brain      | A hercegnő és a balfék           | Pamela Eells O'Connell                                     | Bob Koherr             | 2012. február 24.    | 2012. június 16.     |
| 14. | World Wide Web of Lies              | Hazugságok világhálója           | Sally Lapiduss & Erin Dunlap                               | Leonard R. Garner, Jr. | 2012. március 9.     | 2012. június 23.     |
| 15. | The Kid Whisperer                   | A gyerekidomár                   | Sally Lapiduss                                             | Bob Koherr             | 2012. március 30.    | 2012. június 30.     |
| 16. | Glue Dunnit: A Sticky Situation     | Hajzselé: Ragadós szitu          | Valerie Ahern & Christian McLaughlin                       | Victor Gonzalez        | 2012. április 13.    | 2012. szeptember 15. |
| 17. | Badfellas                           | Rosszfiú                         | Eric Schaar & David J. Booth                               | Victor Gonzalez        | 2012. április 27.    | 2012. július 26.     |
| 18. | Beauty & the Beasts                 | A szépség és a szörnyeteg        | Pamela Eells O'Connell                                     | Phill Lewis            | 2012. május 4.       | 2012. július 14.     |
| 19. | Evil Times Two                      | A gonosz kétszer                 | Adam Lapidus                                               | Bob Koherr             | 2012. május 11.      | 2012. augusztus 11.  |
| 20. | Tempest in a Teacup                 | Vihar a teáscsészében            | Sally Lapidus & Erin Dunlap                                | Victor Gonzalez        | 2012. június 8.      | 2012. augusztus 25.  |
| 21. | A Doll's Outhouse                   | Bababudi                         | Valerie Ahern & Christian McLaughlin                       | Phill Lewis            | 2012. június 22.     | 2012. november 24.   |
| 22. | We Are So Grounded                  | Vakáció                          | Valerie Ahern & Christian McLaughlin                       | Eric Dean Seaton       | 2012. július 13.     | 2013. január 5.      |
| 23. | Creepy Connie's Curtain Call        | Ciki Connie és a színpad         | Adam Lapidus                                               | Leonard R. Garner, Jr. | 2012. július 26.     | 2012. október 6.     |
| 24. | Cattle Calls & Scary Walls          | A meghallgatás                   | Sally Lapiduss & Erin Dunlap                               | Leonard R. Garner, Jr. | 2012. augusztus 10.  | 2012. szeptember 8.  |
| 25. | Gotcha Day                          | A kapnap                         | David J. Booth & Eric Schaar                               | Victor Gonzalez        | 2012. augusztus 24.  | 2013. január 19.     |
| 26. | The Secret Life of Mr. Kipling      | Mr. Kipling titkos élete         | Pamela Eells O'Connell                                     | Eric Dean Seaton       | 2012. szeptember 7.  | 2013. február 2.     |

## 2. évad
| #   | Eredeti cím                                 | Magyar cím                                         | Írta                                 | Rendezte              | Eredeti premier      | Magyar premier      |
| --- | ------------------------------------------- | -------------------------------------------------- | ------------------------------------ | --------------------- | -------------------- | ------------------- |
| 1.  | The Whining                                 | Rettegés                                           | Eric Scharr & David J. Booth         | Rich Correll          | 2012. október 5.     | 2013. március 16.   |
| 2.  | Green-Eyed Monsters                         | Zöldszemű szörnyek                                 | Valerie Ahern & Christian McLaughlin | Rich Correll          | 2012. október 26.    | 2013. március 16.   |
| 3.  | Make New Friends but Hide the Old           | Keress új barátot, de őrizd a régit                | Sally Lapiduss & Erin Dunlap         | Phill Lewis           | 2012. november 2.    | 2013. március 23.   |
| 4.  | 101 Lizards                                 | 101 gyík                                           | Sally Lapiduss & Erin Dunlap         | Bob Koherr            | 2012. november 9.    | 2013. március 30.   |
| 5.  | Trashin' Fashion                            | Szemét divat                                       | Valerie Ahern & Christian McLaughlin | Phill Lewis           | 2012. november 30.   | 2013. április 6.    |
| 6.  | Austin & Jessie & Ally - All Star New Year! | Austin és Jessie és Ally és a sztárok szilvesztere | Mike Montesano & Ted Zizik           | Bob Koherr            | 2012. december 7.    | 2014. június 2.     |
| 7.  | The Trouble with Tessie                     | Gond Tessie-vel                                    | David J. Booth & Eric Schaar         | Bob Koherr            | 2013. január 11.     | 2013. április 20.   |
| 8   | Say Yes to the Messy Dress                  | Buli a szakadt rongyban                            | Adam Lapidus                         | Kevin Chamberlin      | 2013. január 18.     | 2013. április 27.   |
| 9.  | Teacher's Pest                              | Undok tanár                                        | Erin Dunlap & Sally Lapiduss         | Shannon Flynn         | 2013. február 1.     | 2013. május 11.     |
| 10. | Jessie's Big Break                          | Jessie, a sztár                                    | Adam Lapidus                         | Bob Koherr            | 2013. február 15.    | 2013. június 1.     |
| 11. | Pain in the Rear Window                     | Bűntény a kukában                                  | Adam Lapidus                         | Bob Koherr            | 2013. március 1.     | 2013. október 26.   |
| 12. | Toy Con                                     | Játék katona                                       | Michele McGee & Rick Williams        | Bob Koherr            | 2013. március 8.     | 2013. november 9.   |
| 13. | To Be Me or Not to Be Me                    | Én lenni, vagy nem én lenni                        | Pamela Eells O'Connell               | Bob Koherr            | 2013. április 5.     | 2013. augusztus 24. |
| 14. | Why Do Foils Fall in Love?                  | Elkésett évforduló                                 | Mike Montesano & Ted Zizik           | Rich Correll          | 2013. április 19.    | 2013. november 16.  |
| 15. | Kids Don't Wanna Be Shunned                 | Kizárólagos barátság                               | Erin Dunlap & Sally Lapiduss         | Rich Correll          | 2013. április 26.    | 2013. május 11.     |
| 16. | All the Knight Moves                        | Huszár vágás                                       | Ted Zizik & Mike Montesano           | Shannon Flynn         | 2013. május 3.       | 2013. november 30.  |
| 17. | We Don't Need No Stinkin' Badges            | Nem kell a nyavalyás jelvény!                      | Shannon Flynn                        | Pamela Eells O'Connel | 2013. június 7.      | 2013. december 14.  |
| 18. | Somebunny's in Trouble                      | Nyuszi ül a bajban                                 | Pamela Eells O'Connell               | Amanda Bearse         | 2013. június 21.     | 2013. december 21.  |
| 19. | Punch Dumped Love                           | Puncsba fulladt szerelem                           | Leigha Barr & Pete Szillagyi         | Bob Koherr            | 2013. június 28.     | 2013. december 28.  |
| 20. | Quitting Cold Koala                         | Búcsú az elhidegült koalától                       | Valerie Ahern & Christian McLaughlin | Amanda Bearse         | 2013. július 5.      | 2013. december 11.  |
| 21. | Panic Attack Room                           | Pánikroham szoba                                   | Eric Schaar & David J. Booth         | Rich Correll          | 2013. július 12.     | 2014. január 5.     |
| 22. | Throw Mamma from the Terrace                | Dobd le a mamát a teraszról!                       | David J. Booth & Eric Schaar         | Rich Correll          | 2013. július 19.     | 2014. január 1.     |
| 23. | The Jessie-nator: Grudgement Day            | Jessie-nátor: A harag napja                        | Eric Schaar & David J. Booth         | Rich Correll          | 2013. július 26.     | 2013. december 7.   |
| 24. | Diary of a Mad Newswoman                    | Egy hibbant riporter naplója                       | Adam Lapidus                         | Rich Correll          | 2013. augusztus 9.   | 2014. január 11.    |
| 25. | Break-Up and Shape-Up                       | Szakítások és románcok                             | Sally Lapiduss                       | Rich Correll          | 2013. augusztus 23.  | 2014. január 4.     |
| 26. | G.I. Jessie                                 | G.I. Jessie                                        | Pamela Eells O'Connell               | Rich Correll          | 2013. szeptember 13. | 2014. január 18.    |

## 3. évad
| #   | Eredeti cím                                    | Magyar cím                                  | Írta                                 | Rendezte          | Eredeti premier      | Magyar premier     |
| --- | ---------------------------------------------- | ------------------------------------------- | ------------------------------------ | ----------------- | -------------------- | ------------------ |
| 1.  | Ghost Bummers                                  | Kísértettek                                 | Eric Scharr & David J. Booth         | Rich Correll      | 2013. október 5.     | 2014. február 22.  |
| 2.  | Caught Purple Handed                           | Az ügynök                                   | Mike Montesano & Ted Zizik           | Rich Correll      | 2013. október 11.    | 2014. március 1.   |
| 3.  | Understudied and Overdone                      | Jessie, a beugró                            | Sally Lapiduss & Erin Dunlap         | Joel Zwick        | 2013. október 18.    | 2014. március 8.   |
| 4.  | The Blind Date, the Cheapskate and the Primate | A vakrandi                                  | David J. Booth & Eric Schaar         | Rich Correll      | 2013. november 1.    | 2014. március 15.  |
| 5.  | Lizard Scales and Wrestling Tales              | Megdöbbentő válasz                          | Mike Montesano & Ted Zizik           | Rich Correll      | 2013. november 15.   | 2014. március 22.  |
| 6.  | The Rosses Get Real                            | Rossék valósága                             | Adam Lapidus                         | Shannon Flynn     | 2013. november 22.   | 2014. április 5.   |
| 7.  | Good Luck Jessie: NYC Christmas                | Sok sikert, Jessie!: Karácsony New York-ban | Valerie Ahern & Christian McLaughlin | Rich Correll      | 2013. november 29.   | 2014. május 1.     |
| 8.  | Krumping and Crushing                          | Szombat esti frász                          | Valerie Ahern & Christian McLaughlin | Bob Koherr        | 2014. január 10.     | 2014. május 3.     |
| 9.  | Hoedown Showdown                               | Buli fekete-fehérben                        | Pamela Eells O'Connell               | Lauren Breiting   | 2014. február 21.    | 2014. április 19.  |
| 10. | Snack Attack                                   | Wendy, a szörnyeteg                         | Sally Lapiduss & Erin Dunlap         | Maxine Lapiduss   | 2014. március 7.     | 2014. május 17.    |
| 11. | Creepy Connie 3: The Creepening                | Ciki Connie visszatér                       | David J. Booth & Eric Schaar         | Joel Zwick        | 2014. április 11.    | 2014. július 26.   |
| 12. | Acting with the Frenemy                        | Az újabb meghallgatás                       | Mike Montesano & Ted Zizik           | Sean K. Lambert   | 2014. április 27.    | 2014. november 2.  |
| 13. | From the White House to Our House              | A születésnapi meglepetés                   | Pamela Eells O'Connell               | Rich Correll      | 2014. május 16.      | 2014. november 9.  |
| 14. | Help Not Wanted                                | Jó munka, rossz munka                       | Sally Lapiduss & Erin Dunlap         | Steve Hoefer      | 2014. június 13.     | 2014. november 15. |
| 15. | Where's Zuri?                                  | Hová tűnt Zuri?                             | Mike Montesano & Ted Zizik           | Rich Correll      | 2014. június 20.     | 2014. november 23. |
| 16. | Morning Rush                                   | A reggeli csúcsforgalom                     | Valerie Ahern & Christian McLaughlin | Kevin Chamberlin  | 2014. június 27.     | 2014. december 7.  |
| 17. | Lights, Camera, Distraction!                   | Kamera őrület                               | Adam Lapidus                         | Lauren Breiting   | 2014. július 11.     | 2014. december 21. |
| 18. | Spaced Out                                     | Az űrutazás                                 | Adam Lapidus                         | Rich Corell       | 2014. július 25.     | 2014. november 29. |
| 19. | The Telltale Duck                              | Mentsd meg a kacsát!                        | Pamela Eells O'Connell               | Leigh-Allyn Baker | 2014. augusztus 8.   | 2014. december 28. |
| 20. | Coffee Talk                                    | A beszélő kávéfőző                          | Jessica Lopez                        | Debby Ryan        | 2014. augusztus 22.  | 2015. január 4.    |
| 21. | Between the Swoon and New York City            | Jessie és az álomherceg                     | Sally Lapiduss & Erin Dunlap         | Jon Rosenbaum     | 2014. szeptember 19. | 2015. március 14.  |
| 22. | No Money, Mo' Problems                         | Anya(g)i gondok                             | Adam Lapidus                         | Victor Gonzalez   | 2014. szeptember 26. | 2015. március 21.  |
| 23. | The Runaway Bride of Frankenstein              | Frankenstein szökevény menyasszonya         | Vanessa Mancos                       | Bob Koherr        | 2014. október 2.     | 2015. március 29.  |
| 24. | There Goes the Bride                           | Fut az ara                                  | Pamela Eells O'Connell               | Bob Koherr        | 2014. október 10.    | 2015. április 4.   |
| 25. | Ride to Riches                                 | Út a gazdagsághoz                           | Leigha Barr & Pete Szillagyl         | Bob Koherr        | 2014. november 21.   | 2015. április 11.  |
| 26. | Jessie's Aloha Holidays with Parker and Joey   | Jessie Aloha-ünnepe Parkerrel és Joey-val   | Valerie Ahern & Christian McLaughlin | Shannon Flynn     | 2014. november 28.   | 2014. december 19. |

## 4. évad
| #   | Eredeti cím                   | Magyar cím                          | Írta                                 | Rendezte                                                  | Eredeti premier      | Magyar premier       |
| --- | ----------------------------- | ----------------------------------- | ------------------------------------ | --------------------------------------------------------- | -------------------- | -------------------- |
| 1.  | But Africa Is So... Fari      | Afrikai kaland                      | Eric Schaar                          | Rich Correll                                              | 2015. január 9.      | 2015. szeptember 5.  |
| 2.  | A Close Shave                 | Borotvaélen                         | Valerie Ahern & Christian McLaughlin | Shannon Flynn                                             | 2015. január 16.     | 2015. szeptember 12. |
| 3.  | Four Broke Kids               | Anyagi csőd                         | Pamela Eells O'Connell               | Kevin Chamberlin                                          | 2015. február 6.     | 2015. szeptember 26. |
| 4.  | Moby and SCOBY                | Moby és Scoby                       | Pamela Eells O'Connell               | Bob Koherr                                                | 2015. február 20.    | 2015. október 3.     |
| 5.  | Karate Kid-tastrophe          | Kamasz panasz                       | Adam Lapidus                         | Bob Koherr                                                | 2015. március 27.    | 2015. október 10.    |
| 6.  | Basket Case                   | A kosárkirály                       | Adam Lapidus                         | Rich Correll                                              | 2015. március 28.    | 2015. október 17.    |
| 7.  | Capture the Nag               | Az áramszünet                       | Mike Montesano & Ted Zizik           | Rich Correll                                              | 2015. április 7.     | 2016. április 2.     |
| 8.  | What a Steal                  | Alávaló tolvajok                    | Valerie Ahern & Christian McLaughlin | Phill Lewis                                               | 2015. április 17.    | 2016. április 3.     |
| 9.  | Driving Miss Crazy            | Miss Agybaj sofőrje                 | Mike Montesano & Ted Zizik           | Rich Correll                                              | 2015. április 24.    | 2016. április 9.     |
| 10. | Bye Bye Bertie                | A tökéletes inas                    | Sally Lapiduss & Erin Dunlap         | Debby Ryan                                                | 2015. május 15.      | 2016. április 10.    |
| 11. | Catch of the Day              | A nap fogása                        | Joshua Corey & Brian Katz            | Rich Correll                                              | 2015. június 5.      | 2016. április 16.    |
| 12. | Roma Therapy                  | A nyaklánc átka                     | Mike Montesano & Ted Zizik           | Rich Correll                                              | 2015. június 6.      | 2016. április 23.    |
| 13. | Rossed at Sea                 | Számkivetettek                      | Joshua Corey & Brian Kratz           | Rich Correll                                              | 2015. június 7.      | 2016. április 17.    |
| 14. | Dance, Dance Resolution       | Hogyan szerezzünk partnert a bálra? | Sally Lapiduss & Erin Dunlap         | Debby Ryan                                                | 2015. július 10.     | 2016. április 24.    |
| 15. | Someone Has Tou-pay           | Az eltűnt pepi esete                | Valerie Ahern & Christian McLaughlin | Rich Correll                                              | 2015. július 24.     | 2016. április 30.    |
| 16. | Identity Thieves              | Személyiség tolvajok                | Debby Ryan                           | Monica Contreras & Jess Pineda                            | 2015. szeptember 11. | 2016. május 1.       |
| 17. | Katch Kipling                 | Kapdel Kipling                      | Adam Lapidus                         | Lauren Breiting                                           | 2015. szeptember 18. | 2016. május 7.       |
| 18. | The Ghostess with the Mostest | A szellem és a maszkos gavallér     | Rich Corell                          | Erin Dunlap & Sally Lapiduss                              | 2015. október 2.     | 2015. október 26.    |
| 19. | The Fear in Our Stars         | Különös éjszaka                     | Bob Koherr                           | Történet: Eric Schaar Teleplay: Joshua Corey, Brian Kratz | 2015. október 9.     | 2016. május 8.       |
| 20. | Jessie Goes to Hollywood      | Urrá Ollywoodnak!                   | Bob Koherr                           | Pamela Eells O'Connell                                    | 2015. október 16.    | 2016. június 19.     |